# Muntplein
A Muntplein (jelentése A pénzverde tere) egy nagy tér Amszterdam központjában. Tulajdonképpen egy híd, a város legszélesebb hídja a Singel felett, ott, ahol a csatorna az Amstel folyóba torkollik. Mivel minden amszterdami híd egy számot visel, a Muntplein az 1. számot viseli. Nevét az itt álló Munttoren (vagy röviden Munt) torony után kapta, amely a középkorból fennmaradt három városkapu egyike. A toronyban a 17. században ideiglenesen pénzverde működött (innen származik a megnevezése). Az eredeti tornyot a 19. század végén átalakították, az akkoriban divatos romantikus felfogás szerint. A tér 1917-ben kapta mai megnevezését, korábban Schapenplein néven, azaz a juhok tereként ismerték valamint 1877-1917 között III. Vilmos első feleségének, Zsófiának a nevét viselte (Sophiaplein). 
A tér fontos közlekedési csomópont. Itt ér véget a város bevásárlóutcája, a Kalverstraat, valamint a Rokin. Keleti részén áll az úszó virágpiac, a Bloemenmarkt.